# Molisite
La molisite è un minerale.